# Камден (Индијана)
Камден (енгл. Camden) град је у америчкој савезној држави Индијана.

## Демографија
По попису из 2010. године број становника је 611, што је 29 (5,0%) становника више него 2000. године.
| Група             | 2000.       | 2010.       |
| Белци             | 576 (99,0%) | 600 (98,2%) |
| Афроамериканци    | 0 (0,0%)    | 2 (0,3%)    |
| Азијати           | 0 (0,0%)    | 0 (0,0%)    |
| Хиспаноамериканци | 0 (0,0%)    | 0 (0,0%)    |
| Укупно            | 582         | 611         |